# Directive sur le commerce électronique
La directive sur le commerce électronique ou  e-Commerce Directive, a été adoptée en 2000. Elle donne un cadre légal au marché européen des services en ligne. Elle vise à ôter les obstacles aux services en ligne dans le marché intérieur à l’Union Européenne, ainsi qu'à donner un cadre légal adapté aux entreprises et aux consommateurs. Elle établit des règles harmonisées dans les domaines de la transparence de l’information des services en ligne, des communications commerciales, des contrats électroniques et des limitations de responsabilité pour les fournisseurs de services en ligne. Finalement, la Directive encourage la réalisation de codes de conduite volontaires et inclut des articles destinés à renforcer la coopération entre les États membres. Vingt ans après son adoption, des discussions ont lieu de façon à la mettre à jour, notamment à travers le Digital Services Act et le Digital Markets Act.

## Limites, vers des législations destinées à l’améliorer
Depuis son adoption en 2000, la situation a changé de façon significative. Les services en ligne ont complètement changé de dimension et se sont fortement diversifiés. Par ailleurs de nouveaux types de services ont émergé qui n’entrent pas dans les catégories de la directive établie alors que le secteur en était à ses tout débuts, c’est notamment le cas de la publicité en ligne ou des services collaboratifs en ligne,.
Sont apparus aussi de nouveaux dangers comme le cyber-terrorisme, la diffusion de contenus haineux ou/et terroristes tandis que 20 ans de jurisprudence européenne ont rendu le cadre légal très difficile à mettre en œuvre par les entreprises intervenant sur le marché unique européen. Enfin des critiques ont été adressées au système de responsabilité des entreprises vis-à-vis des contenus. Il lui a été reproché de ne pas comporter de clauses permettant un contrôle par les régulateurs de ce que faisaient les entreprises en ce domaine et de ne pas assez les inciter à coopérer. Dans ces conditions, des travaux visant à réformer la directive ont été menés et ont abouti à l'adoption en octobre 2022 du Règlement sur les Services Numériques (dénommé Digital Services Act en anglais).